# Кахтаниты
Кахтани́ты (араб. قحطانيون‎) — «южные арабы», потомки Кахтана. Согласно арабской традиции, Кахтан и его 24 сына являются прародителями южных жителей Аравийского полуострова, известных как кахтаниты. Происходят из южной части Аравийского полуострова, главным образом из Йемена.
Согласно исламской традиции, кахтаниты — «чистые» арабы, в отличие от аднанитов (потомков Аднана), которые считаются «арабизированными арабами». Кахтаниты делятся на две подгруппы: на оседлых (химьяр) и кочевых (кахлан). И Кахлан и Химьяр считаются сыновьями Сабы ибн Йашджуба ибн Йаруба ибн Кахтана. В доисламский период химьяриты царствовали в Йемене, были сначала приверженцами иудаизма, а затем христианства. Химьяритскиое царство было завоёвано эфиопскими войсками, которые владели Йеменом в течение 72 лет (согласно Ибн Хишаму), пока Сейф Зу-Йазан аль-Химьяри вместе с персидскими войсками не освободили эту землю от эфиопов. Химьяриты были под властью персов вплоть до завоевания их мусульманами.
Химьяр делятся на племена куда'а, танух, калб, джухайна, узра и т. д. Кахлан — на тайй, хамдан, амила, джузам, анмар, азд и т. д.